# Вінцентій Потоцький (колекціонер)
Вінцентій Потоцький (пол. Potocki Wincenty; 1740 — 1825, с. Конюшків поблизу Бродів) — польський військовий і політичний діяч Речі Посполитої, меценат, колекціонер, шляхтич з роду Потоцьких. 5-й син Станіслава Потоцького.

## Життєпис

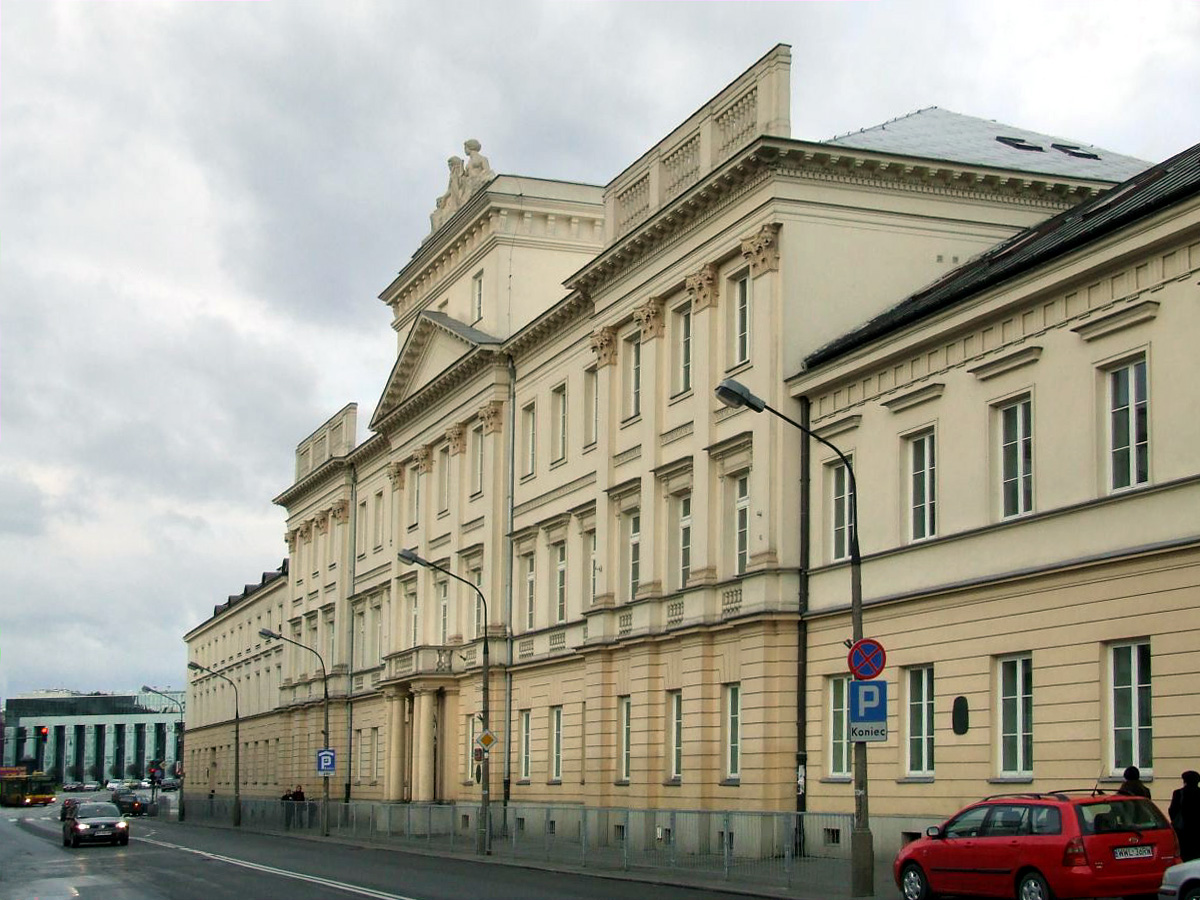
«Collegium Nobilium» (Варшава)

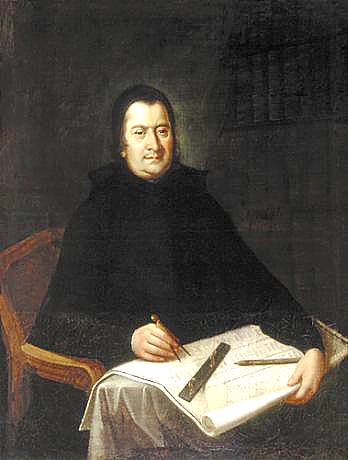
Станіслав Конарський

Народився в 1740 р. Став сиротою в дитячому віці, перебував під опікою і вихованням стрийка з бічної лінії (гілки) — Евстахія Потоцького. З 5-ма його синами та братом Францішеком навчався у варшавському «Collegium Nobilium», де перебував під спеціальною опікою.
Належав до тих Пилявитів, які були осторонь Радомської конфедерації; не брав участи в Барській конфедерації. У 1770 р. після Яна Якуба Замойського (пом. 10.II.1790, майбутній тесть) отримав гродове Люблінське староство (у 1785 р. відступив Міхалу Вандаліну Мнішекові). 30 листопада 1773 р. король нагородив його орденом святого Станіслава, 8 грудня — Білого орла (король хотів отримати прихильність когось із молодих представників роду). Невдовзі як генерал-лейтенант набув за 30 000 червоних злотих від Казімежа Понятовського шефство над регіментом коронної гвардії (6 грудня 1773 р., був шефом до 1793 р.), 18 грудня посаду коронного підкоморія (мав до другого поділу Республіки Обох Націй (Речі Посполитої)). Карнавал 1774 р. провів у Парижі; серед місцевих поляків вважався «поступовцем». Теофіля Сапега (Сапежина) про нього: «Народ свій ґанить, всякі правдиві польські звичаї видаються йому найбільш кривими». 1776 р. пошлюбив сестреницю короля Уршулю Замойську. 23 серпня 1776 р. підписав акт конфедерації генеральної, зав'язаної перед сеймом.
Весілля з У. Замойською не відбулося, в оточенні короля його оскаржили за вчинок стосовно люблінської шляхти на сеймику 1776 р. Потім виїхав за кордон (початок 1777 р.). 1778 р. під час перебування в Парижі домагався руки 15-річної Гелени Массальської. Під час війни за «сукцесію баварську» у 1778 р. мав таємні контакти з Ревіцьким. 1782 р. у Львівському земському суді вилегітимізувався зі шляхетства. Був членом Галицьких станів (станового сейму). 1784 р. отримав від цісаря Йозефа ІІ титул князя для себе та нащадків з дозволом заснувати ординацію з маєтностей у Галичині (не зреалізував, титулу не вживав). Член масонської ложі «Рівність досконала», заснованої у Львові 10 січня 1779 р., у лютому 1780 р. очолив її; після деякої перерви був у 1785—1786 рр. послом від Брацлавського воєводства за згодою між королем та С. Щ. Потоцьким.
За родинним поділом у Варшаві (28—30 грудня 1770) з братами Пйотром, Францішеком, Юзефом отримав з багатомільйонного спадку родини («фортуни»):
- Броди (місто з палацом, 19-ма фільварками);
- Тернопіль (2 квітня 1772 р. видав грамоту міщанам[5];
- Кривчиці, львівські юридики Личаківську та Сикстуську з «дворищем палацовим»;
- Збараж (із замком і 35 фільварками та селами);
- «ключ» Голохвасти; Ольчедаїв з Попелюхою та Котюжанами;
- «ключ» Ободівський (Ободівка, також 10 фільварків), ключ Тростянецький, званий також Костянтиногородським, з 6 фільварками, — у Брацлавському воєводстві;
- містечко Лещин та 5 сіл, належних до нього — у Київському воєводстві;
- два палаци у Варшаві (один з них на Лешні).

Варість майна — близько 10343000 злотих польських, борги та зобов'язання на цих маєтках склали 2034520 злотих. Також мав певні частки в Кротошинських маєтках (Каліське воєводство) брата Пйотра; разом з ним був посесором маєтностей після Анні Потоцькій з Рисінських в Куявії. Від брата Францішека отримав записом у тестаменті (заповіті) 700 000 злотих і «ключ Немирівський» (місто Немирів з Ковалівкою та 60 сіл і фільварків). У 1777 р. придбав маєтність Гадинківці у власниці Еви Потоцької з Каневських — львівської старостини, удови Йоахіма Потоцького — за 50000 золотих ринських.
Провадив люксусовий спосіб життя, мав вишукану кухню, відому не лише в краї. Користування послугами Парижу без потреб, непогамована жага колекціонування призвели до значних боргів (зокрема, одному голландському банкіру був винен у 1791 р. 4000000 злотих, без врахування інших боргів). Перебував на межі банкрутства, цим зацікавився цар Павло І. У 1799 р. адміністратором маєтностей став Антоні Дембовський, який зобов'язався сплатити борг за 10 років щорічними частками (ратами). 1802 р. «Немирівський ключ» та Михайлівку, цінну галерею портретів продав за 3 689 170 польських злотих Станіславові Щенсному Потоцькому, який взяв на себе частину боргу. Справа затягнулась майже на 20 років, про мільйонні квоти, які погано сплачували, згадували кредитори. У 1822 р. спадкоємці Немирова домовлялися з ним щодо річної пролонгації однієї із рат у 100000 дукатів.
У ХІХ ст. тривалий час мешкав в Парижі.

### Сім'я
- Перша дружина — Уршуля Замойська, син — Францішек.[6]
- Друга дружина — Анна Мицельська,
- Третя дружина — з 1792 року Гелена Аполонія з Масальських (1763—1815), дочка підскарбія надворного литовского, князя Юзефа Адріана Масальського (1726—1765) та Антоніни Радзивилл (1730—1764), у попередньому шлюбі Масальська була за князем де Лінем. Діти: Францішек Станіслав Юзеф Потоцький (1788—1853).